# 福島節と渚
福島節と渚（ふくしませつとなぎさ）は、香川県の直島を拠点とする、日本の親子の音楽ユニットである。所属事務所はongakushitsu inc.（福島節が代表を勤める事務所）である。

## メンバー
- 福島節（ふくしま せつ、1978年 ‐ ）ギター

- 渚（なぎさ、2016年 ‐ ）メインボーカル

## 略歴
- 2018年東京から香川県の直島に移住する。
- 同年、人見知りの娘の渚が、地元のライブで歌を披露するようになり、歌に興味を持つようになる[3][4]。
- 2020年「そしゃく~よくかもう~」をLINE MUSICなどでリリース。
- 同年、「24時間テレビ」のゲストとして、歌を披露した[4]。
- 同年、パナソニックホームズのいえハピのテーマソングの「いえハピの歌」を手掛ける。
- 2021年、日本郵政グループのcmソングを手掛ける[5]。
- 同年、初のアルバム「こころは天気」をリリース[6][7]。
- 2022年、NHK高松放送局のゆう6かがわのテーマ曲「ゆうがた6時」を発表[8]。

## ディスコグラフィー
アルバム
- 「こころは天気」(初のアルバム)[6]

他
- 「そしゃく~よくかもう~」‐「しまじろうのわお!」挿入歌

## タイアップ
- 「日本郵政グループ」cm テーマソング「とどけ、きもち」

- 「パナソニックホームズ」、「いえハピ」のテーマソング、「いえハピの歌」

- 「しまじろうのわお!」挿入歌「そしゃく~よくかもう~」

- ゆう6かがわテーマ曲「ゆうがた6時」